# Alborejo, delstaten Mexiko
Alborejo, ibland Puerto Alborejo, är ett samhälle i kommunen Luvianos i delstaten Mexiko i Mexiko. Alborejo hade 154 invånare vid folkräkningen år 2020.